# William Bennett (Politiker)

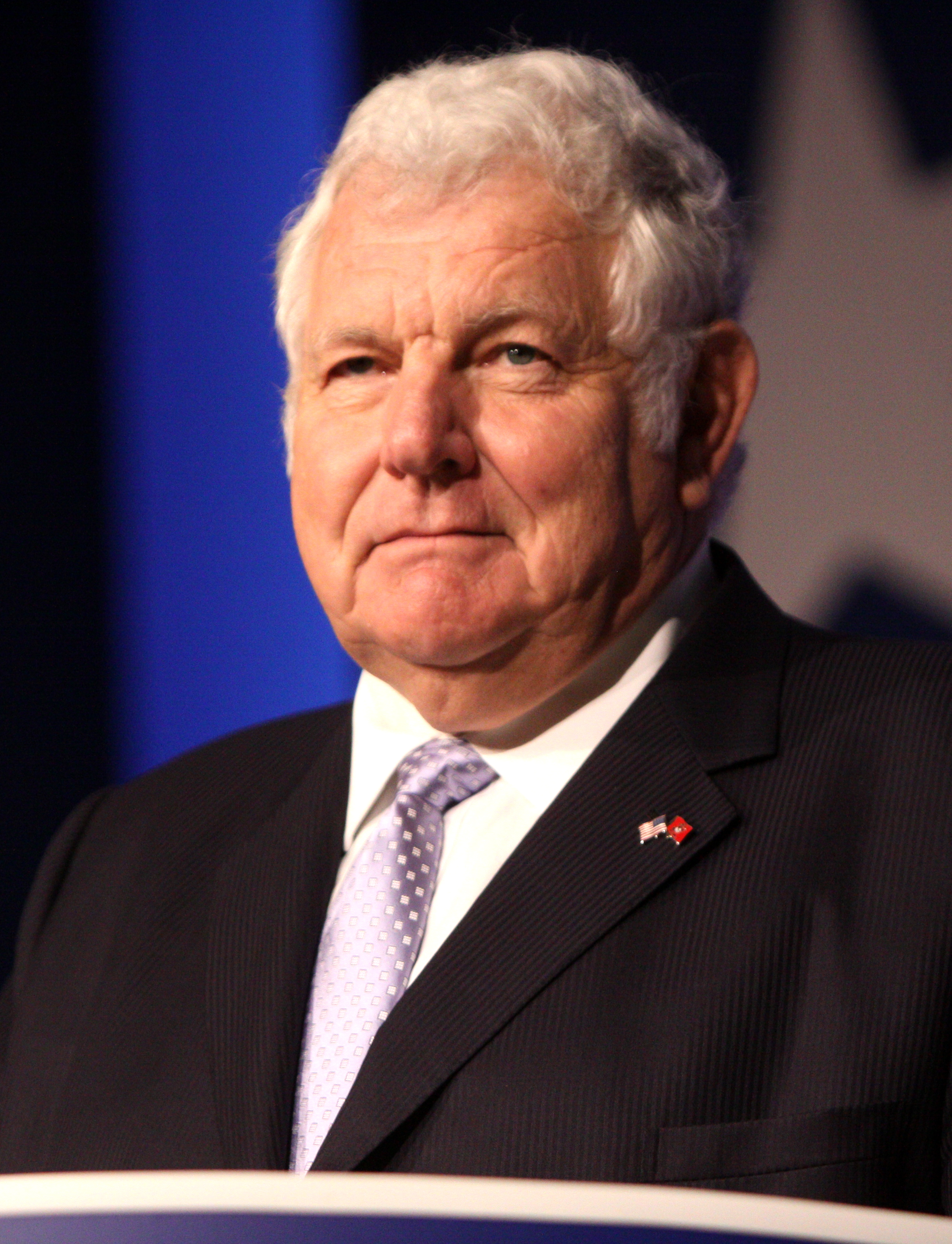
William Bennett (2011)

William John Bennett (* 31. Juli 1943 in Brooklyn, New York City) ist ein US-amerikanischer Politiker (Republikaner). In der Reagan-Regierung leitete er von 1981 bis 1985 das National Endowment for the Humanities und diente danach von 1985 bis 1988 als US-Bildungsminister. Unter US-Präsident George Bush war er Direktor des Office of National Drug Control Policy.

## Leben
Bennett wuchs in Washington auf, wo er die Gonzaga College High School besuchte. Nach seinem Studium am Williams College promovierte er an der University of Texas at Austin in Political Philosophy. Er hat auch einen Jura-Abschluss von der Harvard Law School. Zwischen 1976 und 1981 war er Exekutivdirektor der National Humanities Center, ein privates Forschungsinstitut in North Carolina.
Im Frühjahr 2003 wurde bekannt, dass Bennett ein Glücksspieler gewesen sei, der auch hohe Summen aufs Spiel gesetzt habe. Dabei habe er, den Berichten nach, in Las Vegas Millionen von US-Dollar verloren.
Bennett ist mit Elayne Bennett, der Präsidentin der Best Friends Foundation, ein national verbreitetes Abstinenz-Programm für Jugendliche, verheiratet. Er und seine Frau haben zwei Söhne. Sein Bruder ist der Washingtoner Rechtsanwalt Robert S. Bennett.

## Politische Positionen
Bennett vertritt konservative Positionen in Bezug auf Affirmative Action, Bildungsgutscheine, Lehrplanreform und Religion in den Schulen. Als Bildungsminister im Kabinett Reagan strebte er an, dass Hochschulen bei der Fahndung gegen illegalen Drogengebrauch sich hilfreich erweisen sollten, eine klassische Bildung, die in der westlichen Kultur wurzelte, anbieten sollten, und spöttelte über multikulturelle Lehrveranstaltungen. Er war ein häufiger Kritiker von niedrigen Bildungsstandards in den Schulen, und 1988 nannte er das öffentliche Schulsystem von Chicago das „schlimmste der Nation“.

## Veröffentlichungen
- The Children’s Book of Virtues
- America: The Last Best Hope (Volume I): From the Age of Discovery to a World at War (2006)
- Why We Fight: Moral Clarity and the War on Terrorism (2003)
- The Broken Hearth: Reversing the Moral Collapse of the American Family (2001)
- The Death of Outrage: Bill Clinton and the Assault on American Ideals (1998)
- Our Sacred Honor (1997, compilation of writings by the Founding Fathers)
- Body Count: Moral Poverty...and How to Win America's War Against Crime and Drugs (1996)
- Moral Compass: Stories for a Life's Journey (1995)
- Herausgeber: The Book of Virtues: A Treasury of Great Moral Stories (1993)
- The De-Valuing of America: The Fight for Our Culture and Our Children (1992)